# Julian Williams
Julian Williams est un boxeur américain né le 5 avril 1990 à Philadelphie, Pennsylvanie.

## Carrière
Il commence sa carrière professionnelle le 7 mai 2010, remportant 17 victoires pour un match nul dans les quatre années suivantes, avant de gagner le 20 décembre 2014 le titre continental américain de la WBC en battant Jamar Freeman par KO technique au 8e round. Il défend victorieusement sa ceinture deux fois en 2015 en battant par KO technique Arman Ovsepyan en 6 reprises et l’expérimenté Luciano Leonel Cuello en 1 minute 33 secondes.
Le 10 décembre 2016, il affronte son compatriote Jermall Charlo pour le gain du titre IBF des poids super-welters et s'incline par KO au 5e round. williams parvient toutefois à relancer sa carrière en enchainant 4 succès consécutifs. Il obtient une nouvelle chance mondiale contre le nouveau champion IBF de la catégorie, Jarrett Hurd, également champion WBA, qu'il bat aux points à l'unanimité des juges.
Williams perd ses ceintures dès le combat suivant contre le Dominicain Jeison Rosario le 18 janvier 2020.